# Shakubuku
Le Shakubuku (折伏) est l'une des deux méthodes de prosélytisme et de conversion religieuse du bouddhisme de Nichiren,, avec le shoju. Sa traduction littérale, "casser" (shaku) et "soumettre) (buku), vise les enseignements jugés inférieurs à cette forme du bouddhisme. Cette méthode, souvent jugée agressive et intolérante, a attiré aux écoles Nichiren de nombreuses critiques.

## Origines
On trouve la première occurrence du shakubuku dans une phrase du Sûtra Srimaladevi Simhanada (“le Sûtra sur le rugissement du Lion de la reine Srimala”) : “Quand le lion rugit dans la forêt, les autres animaux se taisent et écoutent”. Il apparaît également dans le Sûtra du Nirvana, ainsi que dans le Maka Shikan (Grande Concentration et Intuition).
Formé dans l'école Tendai, le moine Nichiren reprend au XIIIe siècle l'idée d'un moine chinois, Zhiyi, qu'il associe à shoju. Il explique à ses disciples qu'ils ont le choix d'utiliser l'une ou l'autre méthode en fonction des circonstances, et conseille de n'avoir recours au shakubuku qu'envers ceux qui calomnient ou veulent détruire la Loi.
Le Shoju (攝受), qui signifie attirer à soi ou éduquer (sho) et recevoir (ju), se définit comme une méthode de conversion conciliante, une initiation progressive aux enseignements considérés comme suprêmes sans réfutation des attachements à des enseignements considérés comme inférieurs ou erronés.
Shakubuku et shoju prennent leur source dans les interprétations de grands maîtres chinois tels que  Zhiyi (538-597), de l'école Tiantai, et le 6e grand patriarche de cette école, Miao-lo(妙楽, pinyin : Miaole ou Zhanran 湛然, 711–782). Dans leurs exégèses et commentaires des sûtras, ils ont édifié un système de classification des enseignements selon des critères de complexité, de chronologie et d'importance doctrinale. Ce système de classification sert d'architecture de référence au corpus bouddhique encore aujourd'hui dans de nombreuses écoles (ou sectes) bouddhiques d'influence chinoise ou japonaise, et tout particulièrement les écoles issues du bouddhisme Tiantai. Il inclut des méthodes de diffusion de l'enseignement en fonction de ces mêmes critères.

## La pratique deshakubukudans le bouddhisme de Nichiren
La transmission des enseignements bouddhiques fait partie intégrante de la pratique religieuse du Mahayana, et le shakubuku a été utilisé  après 1945 par plusieurs “nouveaux mouvements religieux” (shinshukyo) pour s'assurer de nouvelles adhésions, et principalement par la Sōka Gakkai. Son fondateur, Jōsei Toda, l'a pratiqué dans l'après-guerre au Japon, ainsi que dans d'autres pays où le mouvement a voulu s'implanter.  
Le caractère ambivalent de la pratique du shakubuku a fait l’objet de nombreuses critiques, à l'époque de Nichiren comme aujourd'hui. Certains ont pu assimiler la méthode à une conversion forcée, voire violente, en contradiction avec l'esprit bouddhiste de tolérance ; une incitation à des débats agressifs, voire des confrontations stériles. Ils en dénoncent la profession de foi par la réfutation des autres doctrines religieuses.